# Eduard von Engerth

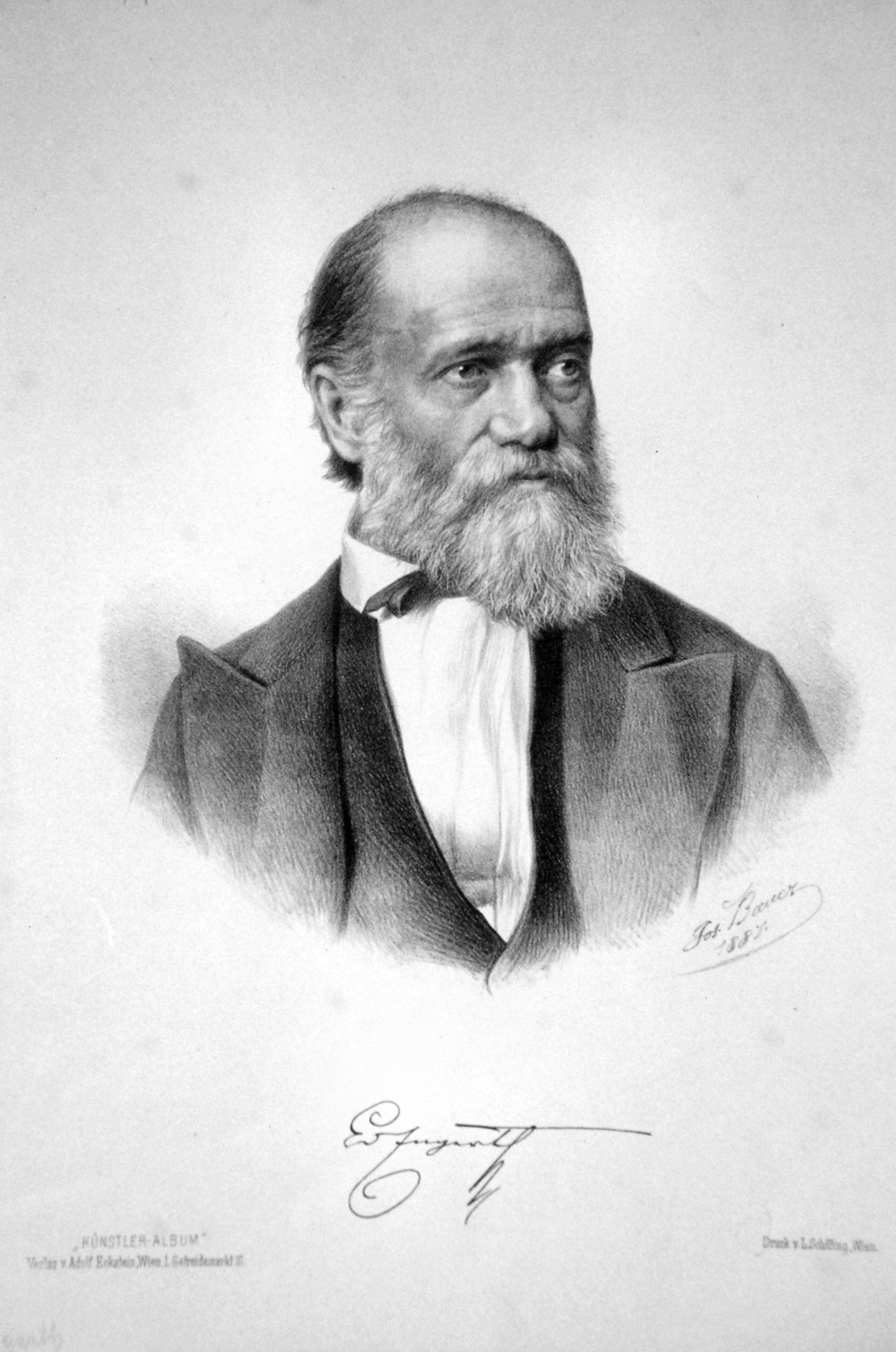
Eduard von Engerth.

Eduard von Engerth, född den 13 maj 1818 i Pleß i preussiska Schlesien, död den 28 juli 1897 i Semmering, var en österrikisk målare.
Engerth bedrev sina grundläggande studier vid Wiens konstakademi, vid vilken han 1865 blev professor. I Rom, där han länge vistades som kejserlig pensionär, utförde han flera av sina främsta tavlor, bland annat Kung Manfreds familj efter slaget vid Benevento (i Kunsthistorisches Museum, som även äger Prins Eugen under slaget vid Zenta och Kejsarparets kröning). Andra arbeten av Engerth är freskerna i Altlerchenfeldkyrkan i Wien (dels efter egna, dels efter Führichs kompositioner), freskcykler ur Figaros bröllop och Orfeussagan (i Wiens operahus). Engerth var 1871–1892 direktor för kejserliga tavelgalleriet i Belvedere, över vilket han utgav en katalog (3 band, 1882–1886).